# Jean-Baptiste Buterne
Jean-Baptiste Buterne (Toulouse, ca. 1650 – Parijs, 28 maart 1727) was een Frans componist, organist en klavecinist.
Voor zijn benoeming aan de Chapelle royale was Buterne organist te Toulouse, te Pontoise en in Parijs. In die laatste stad was hij vanaf 1674 verbonden aan de St.-Étienne-du-Mont en vanaf 1684 aan de St.-Paul-des-Champs (als opvolger van Henri Du Mont).
Samen met Jacques Thomelin, Guillaume-Gabriel Nivers en Nicolas Lebègue trad hij in 1678 in dienst als organist van de Chapelle royale, een betrekking die elk van de organisten voor een kwartaal van het jaar bekleedde. Buterne was tevens klavecimbelleraar van de hertogin van Bourgogne. Hij bleef tot zijn dood in dienst van de Chapelle royale. Na de dood van Thomelin werd François Couperin benoemd.
Van Buterne zijn geen composities overgeleverd; bekend is alleen van hem een Règles pour l'accompagnement.
Broer David Buterne was organist van de St-Étienne-du-Mont (in dezelfde periode als zijn broer). Zoon Charles Buterne was eveneens organist en componist; hij publiceerde Six sonates pour la vieille, musette, violon, flûte, hautbois (1745) en een Méthode pour apprendre la musique vocale et instrumentale (1752).